# Lampetis shanensis
Lampetis shanensis es una especie de escarabajo del género Lampetis, familia Buprestidae. Fue descrita científicamente por Hornburg en 2004.